# Матеус Индио
Матеус да Кунья Гомес (порт. Matheus da Cunha Gomes; род. 28 февраля 1996, Рио-де-Жанейро), известный также как Матеус Индио — бразильский футболист, полузащитник клуба «Эшторил-Прая».

## Клубная карьера
Матеус Индио является воспитанником академии именитого бразильского клуба «Васко да Гама». В 2012 году он выступал на правах аренды за юношескую команду лондонского «Арсенала». В 2014 году игрок покинул родной клуб и присоединился к «Пенаполенсе», за который провёл всего один матч. Кроме того, в том году он выступал за юношескую команду «Сантоса». Вернувшись в «Васко да Гама», он числился игроком первой команды, однако так и не провёл за неё ни одного матча. В 2016 году Матеус Индио был арендован португальской командой «Эшторил-Прая». Его дебют состоялся 27 августа 2016 года в матче чемпионата Португалии против «Браги». Всего за сезон он провёл двадцать шесть матчей в рамках первенства страны и забил в них четыре гола. После окончания аренды «Эшторил-Прая» выкупил права на игрока.

## Карьера в сборной
Матеус Индио выступал за Бразилию на юношеском уровне. В составе сборной Бразилии до 17 лет он принимал участие на юношеском чемпионате мира 2013.